# Тарнов
Тарнов (пољ. Tarnów) је град у Пољској у Војводству Малопољском. Према попису становништва из 2011. у граду је живело 114.053 становника.

## Становништво
Према прелиминарним подацима са пописа, у граду је 2011. живело 114.053 становника.
| 2002.   | 2011.   | 2012.   |
| ------- | ------- | ------- |
| 119.913 | 114.053 | 112.952 |

## Партнерски градови
- Нови Сонч
- Тренчин
- Кишкереш
- Схотен